# حي الصابونية
حي الصابونية أحد أحياء مدينة حماة يقع في الجهة الجنوبية للمدينة، سُمّي بذلك لأنه كان سابقا مكان لصناعة الصابون. عدد سكانه يقدر بحدود ال 15000 ألف نسمة. ويعتبر حي نشيط اقتصاديا من كثرة محاله العقارية والتجارية ويضم عدد من المحال الكبرى والأفران والمطاعم الشعبية.

## جفرافيا
يمتاز الحي بارتفاعه بشكل ملحوظ عن مركز البلد يحده شمالاً حي العليليات وجنوبا حي جنوب الملعب والفروسية وشرقاً حي الشريعة والوادي وغربا حي الفراية وعين اللوزة.
- يضم عدداً من الدوائر الحكومية مثل المالية وشعبة التجنيد ومخفر شرطة.
- يضم عدداً من المساجد مثل مسجد الشهداء و مسجدالفلاح.